# Ascute uteoides
Ascute uteoides är en svampdjursart som först beskrevs av Arthur Dendy 1893.  Ascute uteoides ingår i släktet Ascute och familjen Leucosoleniidae. Inga underarter finns listade i Catalogue of Life.